# Gare de Suidōbashi
La gare de Suidōbashi (水道橋駅, Suidōbashi-eki) est une gare ferroviaire de la ville de Tokyo au Japon. Elle est située dans l'arrondissement de Chiyoda. La gare est desservie par les lignes de la East Japan Railway Company (JR East) et du Bureau des Transports de la Métropole de Tokyo (Toei).

## Situation ferroviaire
La gare de Suidōbashi est située au point kilométrique (PK) 20,7 de la ligne Chūō-Sōbu et au PK 10,6 de la ligne Mita.

## Histoire
La gare a été inaugurée le 24 octobre 1906. La station de métro ouvre le 30 juin 1972.

## Services aux voyageurs

### Accès et accueil
La gare dispose d'un bâtiment voyageurs, avec guichet, ouvert tous les jours.

### Desserte
- Ligne Chūō-Sōbu  :

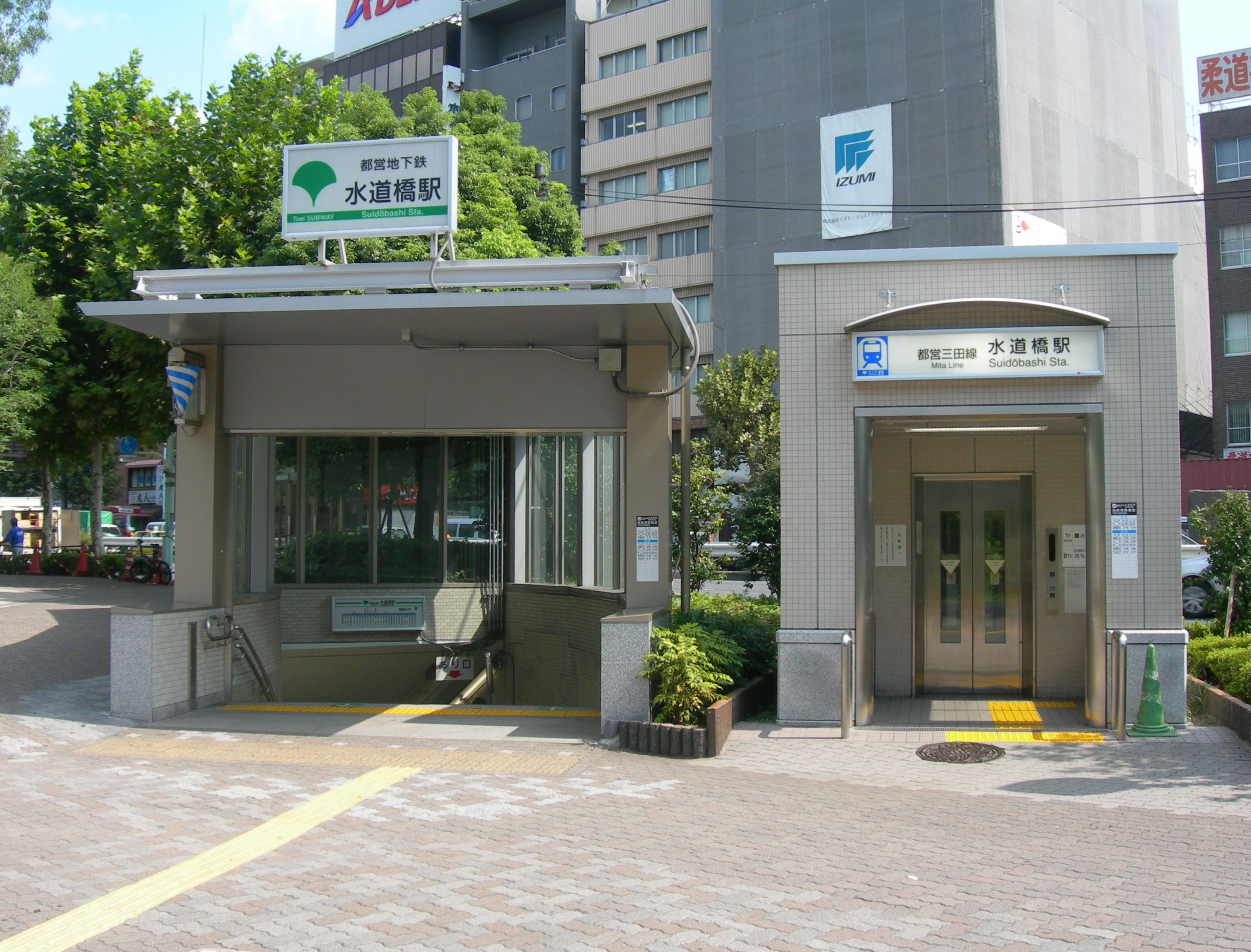
Entrée de la station de la ligne Mita

  - voie 1 : direction Shinjuku, Nakano et Mitaka
  - voie 2 : direction Kinshichō, Funabashi et Chiba
- Ligne Mita :
  - voie 1 : direction Meguro (interconnexion avec la ligne Tōkyū Meguro pour Hiyoshi)
  - voie 2: direction Nishi-Takashimadaira